# Andy Lyons
Andy Lyons, né le 20 août 2000 à Naas dans le comté de Kildare, est un footballeur irlandais. Il joue au poste de défenseur pour les Blackpool FC.

## Biographie
Andy Lyons nait à Naas dans le comté de Kildare le 20 août 2000. Il est licencié dans un club de Dublin le St Joseph's Boys jusqu'en juillet 2016. À cette date, il signe un contrat avec les Bray Wanderers pour intégrer l'équipe des moins de 17 ans. Mais moins d'un mois après son arrivée à Bray, il signe pour un des grands clubs de Dublin le Bohemian Football Club. Il intègre immédiatement l'équipe des moins de 17 ans. En 2017 et 2018, il est un des éléments essentiel de l'équipe des moins de 19 ans qui remporte deux fois de suite le championnat d'Irlande de sa catégorie. Il ajoute à son palmarès l'Enda McGuill Cup la Coupe d'Irlande des moins de 19 ans en 2018. Grâce à ces titres en championnat il est le capitaine de l'équipe des Bohemians qui dispute l'UEFA Youth League, en 2018 contre les Danois du FC Midtjylland et en 2019 contre les Grecs du PAOK Salonique. En 2019, il est élu meilleur joueur du championnat d'Irlande des moins de 19 ans.

### Bohemian FC
Andy Lyons intègre progressivement le groupe professionnel. Lors de la saison 2017, il est à trois reprises sur le banc des remplaçants lors de matchs du championnat d'Irlande. Il fait ses grands débuts chez les seniors le 5 juin 2018 à l'occasion d'un match de Leinster Senior Cup perdu contre le Dundalk Football Club. Il marque son premier but le 16 septembre 2019 lors d'un quart de finale de la coupe d'Irlande contre Crumlin United. À la fin de la saison 2020 il est élu par ses pairs dans l'équipe de l'année du championnat d'Irlande. Il a à peine plus de 20 ans. Les Bohemians lui font alors signer une prolongation de contrat d'une année.

### Shamrock Rovers
Le 24 janvier 2022, Andy Lyons signe un contrat de plusieurs saisons avec le grand rival des Bohs, le Shamrock Rovers Football Club. Il s'impose immédiatement comme arrière droit avancé dans un système de défense à trois défenseurs. Il devient rapidement un des meilleurs buteurs de l'équipe. Son mois d'août est particulièrement spectaculaire. Il participe grandement à la qualification des Rovers pour la phase de groupe de la Ligue Europa Conférence. Il marque le but victorieux à domicile contre les Hongrois de Ferencváros TC . Cette réussite est saluée par le titre de meilleur joueur du championnat pour le mois d'août, mais attire aussi l'attention des clubs britanniques. Lyons signe un contrat avec le Blackpool Football Club avec une clause lui permettant de terminer la saison et donc la Ligue Europa Conférence avec les Rovers. Ce transfert apporte aux Shamrock Rovers autour de 300 000 livres sterling.

### En équipe d'Irlande
Andy Lyons a été sélectionné dans toutes les catégories de jeunes de l'équipe nationale, depuis les moins de 15 ans aux Espoirs.
Il participe au Championnat d'Europe de football des moins de 19 ans 2019. Après avoir remporté son groupe de qualification en battant la Russie et la Roumanie, l'équipe irlandaise se hisse à la deuxième place de la phase de poule et se qualifie pour les demi-finales de la compétition. En demi-finale, les Irlandais échouent sèchement contre les Portugais 4-0.

## Éléments statistiques
| Saison                | Club                  | Championnat           | Championnat | Championnat | Coupe(s) nationale(s) | Coupe(s) nationale(s) | Compétition(s) continentale(s) | Compétition(s) continentale(s) | Compétition(s) continentale(s) | République d'Irlande | République d'Irlande | Total | Total |
| Saison                | Club                  | Division              | M.          | B.          | M.                    | B.                    | Comp.                          | M.                             | B.                             | M.                   | B.                   | M.    | B.    |
| 2018                  | Bohemian FC           | Premier Div.          | 5           | 0           | 3                     | 0                     | -                              | -                              | -                              | -                    | -                    | 8     | 0     |
| 2019                  | Bohemian FC           | Premier Div.          | 14          | 0           | 7                     | 1                     | -                              | -                              | -                              | -                    | -                    | 21    | 1     |
| 2020                  | Bohemian FC           | Premier Div.          | 14          | 0           | 0                     | 0                     | C3                             | 1                              | 0                              | -                    | -                    | 15    | 0     |
| 2021                  | Bohemian FC           | Premier Div.          | 25          | 1           | 4                     | 1                     | C4                             | 6                              | 0                              | -                    | -                    | 35    | 2     |
| Sous-total            | Sous-total            | Sous-total            | 58          | 1           | 14                    | 2                     | -                              | 7                              | 0                              | 0                    | 0                    | 79    | 3     |
| 2022                  | Shamrock Rovers       | Premier Div.          | 25          | 7           | 1                     | 1                     | C1+C3+C4                       | 9                              | 1                              | -                    | -                    | 35    | 9     |
| 2022-2023             | Blackpool FC          | Championship          | 8           | 1           | 2                     | 0                     | -                              | -                              | -                              | -                    | -                    | 10    | 1     |
| Total sur la carrière | Total sur la carrière | Total sur la carrière | 91          | 9           | 17                    | 3                     | -                              | 16                             | 1                              | 0                    | 0                    | 124   | 13    |

## Palmarès
Avec les Shamrock Rovers
- Championnat d'Irlande
  - Vainqueur en 2022
- Coupe du Président
  - Vainqueur en 2022